# شباك قديم (ألبوم)
شباك قديم هو أحد ألبومات المطربة المصرية حنان ماضي٬ تم إصدار الألبوم عام 1997 وهو من إنتاج ومكون من 8 أغاني.

## الأغاني
- امتى الكلام يبتدي
- شباك قديم
- شدي الضفاير
- مفيش في الأغاني
- من بين السهرانين
- من يوم ما قابلتك
- يا ليل يا عين
- يا نسمة هلي هزي الستاير